# Argentine-Fidji en rugby à XV
Cet article présente l'historique des confrontations entre l'équipe d'Argentine et l'équipe des Fidji en rugby à XV. Les deux équipes se sont affrontées à quatre reprises, dont une fois en Coupe du monde. Les Argentins ont remporté trois rencontres contre une pour les Fidjiens.

## Confrontations
Voici les confrontations entre ces deux équipes :
| No | Date              | Lieu                                       | Match             | Score   | Compétition              |
| -- | ----------------- | ------------------------------------------ | ----------------- | ------- | ------------------------ |
| 1  | 1er novembre 1980 | Ferrocaril Oeste, Buenos Aires, Argentine  | Argentine – Fidji | 34 – 22 | Test match               |
| 2  | 8 novembre 1980   | Ferrocaril Oeste, Buenos Aires, Argentine  | Argentine – Fidji | 38 – 16 | Test match               |
| 3  | 24 mai 1987       | Rugby Park, Invercargill, Nouvelle-Zélande | Argentine – Fidji | 9 – 28  | Coupe du monde (poule C) |
| 4  | 18 août 2003      | Estadio Olímpico, Córdoba, Argentine       | Argentine – Fidji | 49 – 30 | Test match               |